# Епархия Учжоу

Епархия Учжоу (лат. Dioecesis Uceuvensis) — епархия Римско-Католической церкви c центром в городе Учжоу, Китай. Епархия Учжоу входит в митрополию Наньнина.

## История
30 июня 1930 года Римский папа Пий XI издал бреве Delegatus Apostolicus, которой учредил миссию Sui iuris Учжоу, выделив её из апостольского викариата Наньнина (сегодня — Архиепархия Наньнина).
10 декабря 1934 года миссия sui iuris Учжоу была преобразована в апостольскую префектуру.
9 февраля 1938 года апостольская перфектура Учжоу передала часть своей территории апостольской префектуре Гуйлиня.
20 июля 1939 года апостольская префектура Учжоу была преобразована в апостольский викариат.
11 апреля 1946 года Римский папа Пий XII издал буллу Quotidie Nos, которой возвёл апостольский викариат Учжоу в епархию.

## Ординарии епархии
- епископ Bernardo Francesco Mayer (30.10.1931 — 1939);
- епископ Frederic Anthony Donaghy (20.07.1939 — 1983);
  - Sede vacante (с 1983 года по настоящее время).

## Источник
- Annuario Pontificio, Libreria Editrice Vaticana, Città del Vaticano, 2003, ISBN 88-209-7422-3
- Бреве Delegatus Apostolicus, AAS 23 (1931), стр. 158  (лат.)
- Булла Quotidie Nos, AAS 38 (1946), стр. 301  (лат.)